# Dešná, Jindřichův Hradec
Dešná là một làng thuộc huyện Jindřichův Hradec, vùng Jihočeský, Cộng hòa Séc.